# Хосе Мануель Уркіола
Хосе Мануель Уркіола Гастаньяга (ісп. José Manuel Urquiola Gaztañaga; 18 квітня 1912, Толоса, Гіпускоа, Країна Басків, Іспанія — 25 травня 1982) — іспанський футболіст, нападник.

## Спортивна кар'єра
На початку футбольної кар'єри захищав кольори команд «Толоса» і «Депортіво Алавес», які брали участь у регіональних змаганнях. У 23 роки перейшов до клубу «Атлетіко». В столичній команді дебютував 10 листопада 1935 року. Вдома перемогли «Расінг» (Сантандер) завдяки голу Чачо. Це був його єдиний виступ у Прімері, наступного року розпочалася громадянська війна і футбольне життя зупинилося.
Восени 1937 року до Парижу повернулася збірна Басконії, яка проводила турне по країнам Європи і допомагала коштами постраждалим у громадянській війні. У цей час війська генерала Франко захопили Більбао. Баски вирішили продовжити турне за океаном. До Іспанії, повернулися Роберто Ечебаррія і Гільєрмо Горостіса. Водночас, до складу збірної Країни Басків приєдналися Ігнасіо Агірресебала, Томас Агірре і Хосе Мануель Уркіола. Проти команд Центральної і Південної Америки провів 24 матчі.
Під назвою «Депортіво Еускаді» збірна Басконії стала віце-чемпіоном Мексики 1939 року. По завершенні сезону команда припинила існування, а гравці роз'їхалися по мексиканським і аргентинським клубам. Грегоріо Бласко, Серафін Аедо, Пабло Баркос, Фелікс де лос Херос і Хосе Мануель Уркіола обрали клуб «Реал Еспанья». В сезоні 1941/42 столична команда стала чемпіоном Мексики.
| Сезон            | Команда          | Чемпіонат | Чемпіонат | Чемпіонат | Кубок | Кубок |
| Сезон            | Команда          | Л         | І         | Г         | І     | Г     |
| ---------------- | ---------------- | --------- | --------- | --------- | ----- | ----- |
| 1935/36          | «Атлетіко»       | Д-1       | 1         | 0         |       |       |
| Усього в Іспанії | Усього в Іспанії | Д-1       | 1         | 0         |       |       |
| 1938/39          | «Еускаді»        | Д-1       |           |           |       |       |
| 1939/40          | «Реал Еспанья»   | Д-1       |           | 5         |       |       |
| 1940/41          | «Реал Еспанья»   | Д-1       |           | 2         |       |       |
| 1941/42          | «Реал Еспанья»   | Д-1       |           |           |       | 1     |
| Усього в Мексиці | Усього в Мексиці | Д-1       |           | 7         |       | 1     |

- RSSSF [Архівовано 11 березня 2018 у Wayback Machine.]